# 中国人民解放军仪仗司礼大队
39°55′28.41″N 116°15′49.61″E / 39.9245583°N 116.2637806°E
中国人民解放军仪仗大队，亦称中国人民解放军三军仪仗队，番号为中国人民解放军警卫第一师仪仗大队，是中国人民解放军承担仪仗司礼任务的部队，隶属中国人民解放军北京卫戍区下属的中国人民解放军警卫第一师。

## 沿革

### 前身

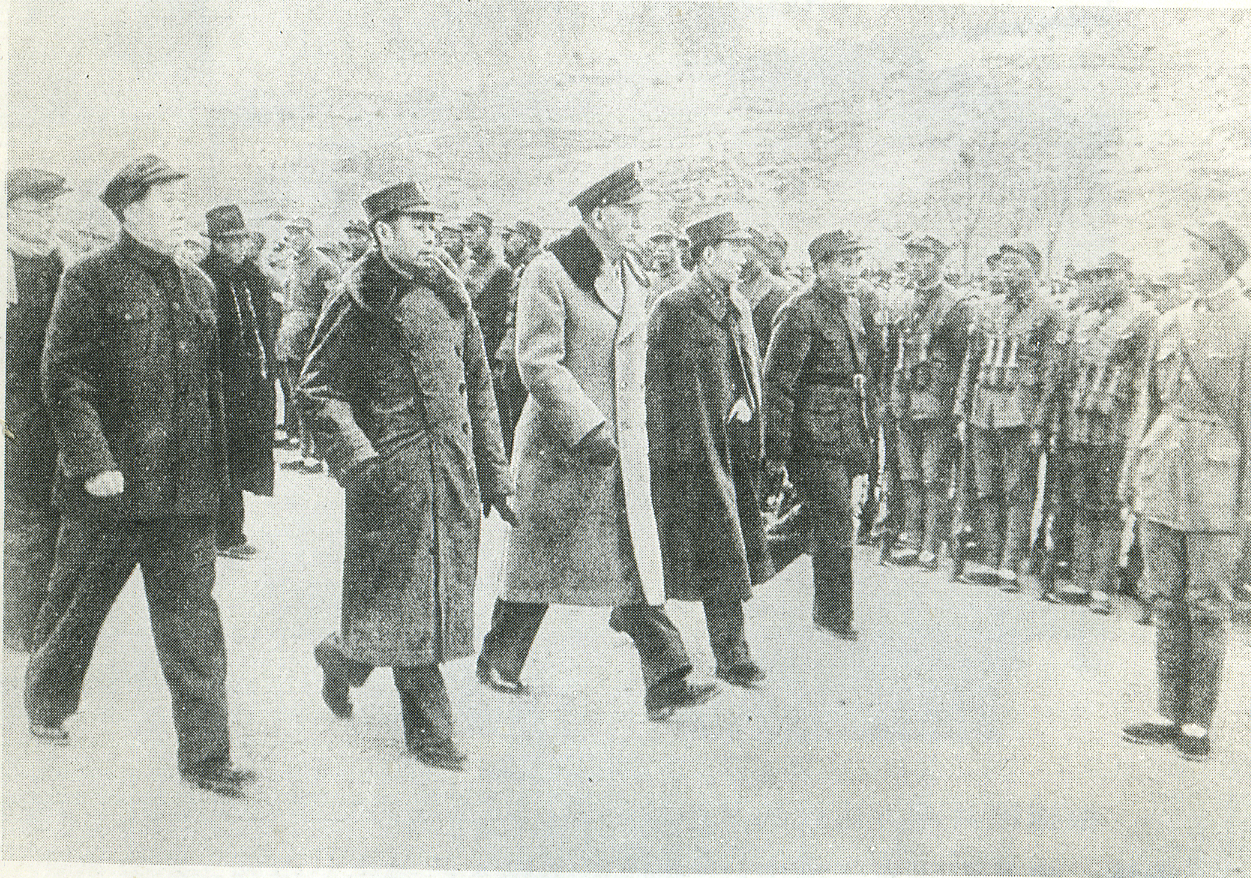
1946年3月4日，由张治中、周恩来、马歇尔组成的军事三人小组到达延安时，毛泽东、朱德到延安机场迎接。图中前排行走者自左至右为毛泽东、周恩来、马歇尔、张治中、朱德，列队欢迎的是仪仗队。

1945年12月，美国总统特使马歇尔抵达中国，与张治中、周恩来组成军事三人小组，负责协商解决国共军事冲突问题。1946年2月马歇尔准备到中共陕甘宁边区首府延安访问，周恩来将此消息致电延安。中国共产党中央委员会主席毛泽东接电后向驻南泥湾的陕甘宁晋绥联防军教导旅发出指令，旅长罗元发命驻守甘泉县清泉沟的教导旅第一团迅速组建了一支500人的仪仗队，编为3个连，由该团团长罗少伟、政委魏志明带队，于1946年2月5日自清泉沟急行军抵达延安。该仪仗队在延安接受了数周训练，其间八路军总司令朱德先后5次到队看望慰问，训练结束时朱德还专门抽出一天到延安机场，按照受阅程序组织仪仗队预演。1946年3月4日，仪仗队第一次也是最后一次执行迎接外宾的任务，在领队罗少伟的领导下，在延安机场迎接马歇尔、张治中等一行抵达延安访问。毛泽东、朱德等中共中央领导在机场欢迎，在朱德引导下，马歇尔等人由毛泽东、周恩来等中共中央领导陪同检阅了仪仗队。1946年4月中旬，仪仗队解散后回到原部队驻地，继续担负保卫延安的任务。这是中国共产党领导的军队中首次组建仪仗队 。

### 正式成立
中华人民共和国成立後迅速获得苏联等社会主义阵营国家的承认，1949年10月苏联驻华大使罗申抵达北京，准备向中华人民共和国中央人民政府主席毛泽东递交国书，中共中央确定用仪仗队和军乐队举行欢迎仪式。为此，1949年10月底，毛泽东指示将中国人民公安中央纵队第二师直属警卫营一连改为仪仗连。1949年10月16日，欢迎仪式在中南海勤政殿举行，罗申向毛泽东递交国书，仪仗连首次执行仪仗司礼任务。当时因来不及做礼服，所以仪仗连头戴钢盔、缀中国人民解放军帽徽，上身着缴获的日军呢料军服，下着马裤，脚穿马靴，手持上刺刀的三八式步枪。
1949年11月19日，中央人民政府人民革命军事委员会主席毛泽东批示成立中国人民公安中央纵队警卫团（又称中南海警卫团），由中国人民公安中央纵队第一师和第二师的直属警卫营及华北人民政府公安部的一个警卫大队合编组成。仪仗连随之改为中国人民公安中央纵队警卫团仪仗连。
1950年11月25日，中国人民公安中央纵队警卫团改编为中国人民解放军公安警卫师第一团，隶属公安部队建制。仪仗连改编为中国人民解放军公安警卫师警卫营二连（仪仗连）。
1952年3月，党和国家领导人决定在中国人民解放军公安警卫师中选调骨干组成中国仪仗队，时称中国人民解放军公安警卫师警卫营，主要担负呈送国书时的礼宾任务。1953年6月29日，根据中央人民政府主席毛泽东、政务院总理周恩来的指示，公安部队首长签署命令，抽调公安警卫师警卫营和第二团三营组建仪仗队，同时还在各野战部队中挑选仪仗队员，共同组建为中国人民解放军独立仪仗营，由公安警卫师领导。仪仗队员由公安警卫师师长刘辉山、政委张廷帧、参谋长古远兴挑选。仪仗营首任领导班子由王立堂营长、翟白元教导员、韩俊章副营长、刘玉明副教导员组成。仪仗营下辖4个连队，每个连队编制为178人。1953年11月12日，仪仗营在北京站（即正阳门东站）迎接朝鲜民主主义人民共和国内阁首相金日成率政府代表团访华，完成了组建后的首次任务。
起初数年，仪仗营沿用的是陆军仪仗队，1956年开始改用陆、海、空三军仪仗队。三军仪仗队由151人组成，队长1名，旗手1名，副旗手2名，队员147名。1956年9月30日，印度尼西亚总统苏加诺应毛泽东主席邀请访华，毛泽东在机场迎接苏加诺，并陪同苏加诺检阅了三军仪仗队，这是改用三军仪仗队后第一次迎接的外国元首。苏加诺离开北京时，在机场再次由毛泽东陪同检阅了仪仗队。
1957年9月，周恩来亲自改定仪仗队执行队长报告词，沿用至今。1950年代，三军仪仗队担负了朝鲜停战谈判的警卫任务，迎送了金日成、赫鲁晓夫等访华的外国领导人。1950年代和1960年代，每年5月1日国际劳动节和10月1日国庆节，首都北京都要举行集会、游行等大型庆祝活动，仪仗营还要在这两个重大节日里担负天安门广场的武装标兵、群众标兵和警卫中央首长、保护人民群众等任务。

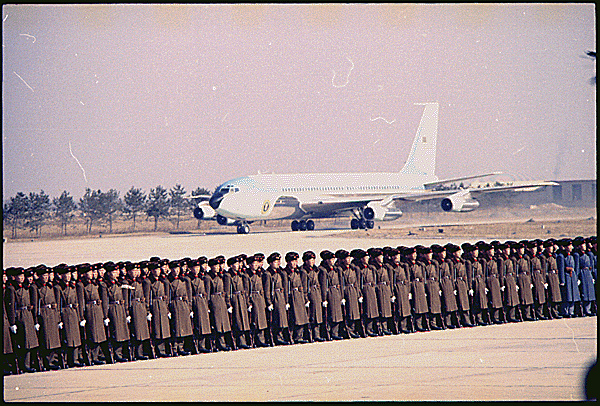
1972年尼克松访华时，在北京首都机场的仪仗队

1983年9月，改称中国人民解放军警卫第一师仪仗队。1984年，仪仗队启用新的礼宾用枪。1985年9月，从营级编制升格为团级编制。1986年1月，经总部批准，仪仗队改称中国人民解放军警卫第一师仪仗大队。
1992年3月2日，中央军委主席江泽民签署命令，授予仪仗大队“军旅标兵”荣誉称号。
1992年10月4日，南非非国大主席曼德拉访华，在欢迎仪式上，仪仗队执行队长、分队长首次使用军刀。
2001年4月，加蓬国防部长阿里·邦戈应邀访华，检阅了仪仗队后，向中华人民共和国国防部部长迟浩田提出希望中国派仪仗队专家到加蓬帮助组建和训练专业化礼仪部队。2003年3月，中华人民共和国国防部同意了加蓬的请求，并将任务下达给仪仗队。仪仗队培训组一行四人于2003年11月29日抵达加蓬首都利伯维尔，用半年多时间培训了加蓬礼仪部队。
2010年9月16日，应墨西哥国防部邀请，派出36人参加墨西哥独立200周年庆典阅兵，与美国、俄罗斯、法国、巴西等16个国家的军队共同受阅，这是解放军仪仗队首次走出国门赴海外参加活动。

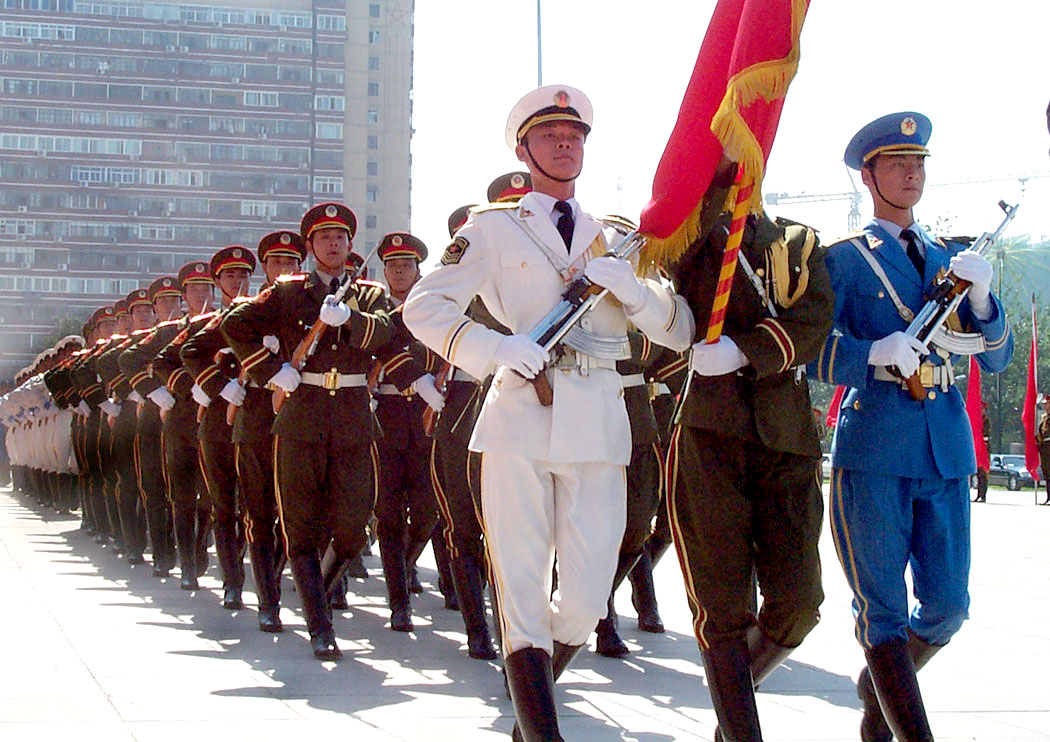
在八一大楼前担负迎宾司礼任务的中国人民解放军陆海空三军仪仗队

2014年2月，在中国人民解放军北京军区范围内22个旅团级单位首批选拔了30名仪仗女兵，成为中国人民解放军历史上首批女仪仗队员。2014年5月12日，土库曼斯坦总统库尔班古力·别尔德穆哈梅多夫访华，在人民大会堂东门外广场举行的欢迎仪式上，151名最大阵容的仪仗队里有13名女仪仗队员正式亮相并接受检阅。
仪仗大队先后完成国庆35周年、国庆50周年、国庆60周年等国庆阅兵，香港、澳门回归政权交接仪式，2008年北京奥运会、残奥会支援任务，大队多次被北京军区、北京卫戍区评为“先进党委”、“党风廉政建设先进单位”、“人才培养先进单位”、“预防犯罪工作先进单位”；大队团委被树为全军“首届十大红旗团委标兵”，被共青团中央表彰为“五四红旗团委”；部队食堂被解放军四总部（总参谋部、总政治部、总后勤部、总装备部）表彰为“先进食堂”。截至2010年，大队先后立集体二等功3次，立集体三等功4次，所属中队先后立集体一、二、三等功50余次，涌现出一等功臣3人，二等功臣30人。2008年4月，中央军委主席胡锦涛接见了担负海南博鳌亚洲论坛司礼任务的仪仗官兵。2008年9月，仪仗大队被中共中央、国务院表彰为“北京奥运会、残奥会先进集体”。2008年1月、6月和2009年1月，中央军委副主席郭伯雄、徐才厚，国防部部长梁光烈分别到仪仗大队视察。
2018年1月1日，经中共中央批准，自當日起由中国人民解放军担负国旗护卫和礼炮鸣放任务，从而取代了中国人民武装警察部队国旗护卫队、中国人民武装警察部队礼炮队。2018年1月1日，根据中央军委命令，中国人民解放军仪仗队与武警国旗护卫队进行了哨位交接仪式。同日7时36分，天安门广场升国旗仪式，首次由中国人民解放军仪仗队和军乐团执行，当天起由原先的演奏三遍改为仅演奏一遍国歌。中国人民解放军仪仗队自此开始担负天安门广场升降旗任务。中国人民武装警察部队国旗护卫队不再负责升降旗任务，番号同时撤销，轉隸中國人民解放軍，更名為中國人民解放軍三軍儀仗隊國旗護衛隊。2020年7月29日，中央军委主席习近平签署通令，给中国人民解放军仪仗大队记一等功。
2022年3月，解放军军乐团转隶三军仪仗大队，2022年10月，中国人民解放军三军仪仗大队正式整编为中国人民解放军仪仗司礼大队。

## 任务
解放军三军仪仗队主要担负的任务是：

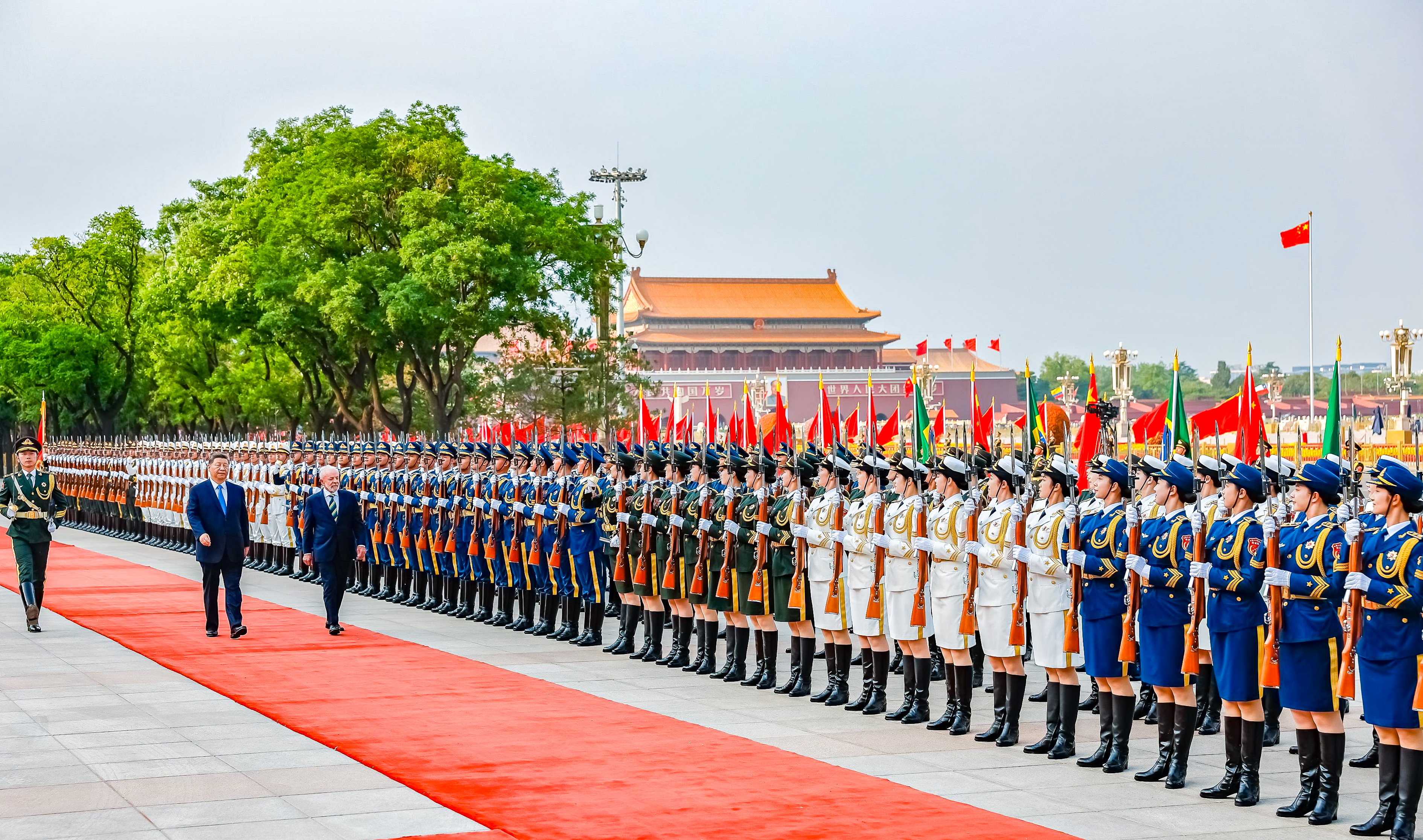
2025年5月13日，中共中央总书记、国家主席、中央军委主席习近平在人民大会堂东门外广场举行欢迎仪式，欢迎来华访问的巴西总统卢拉，图为习近平陪同卢拉检阅担负迎宾司礼任务的中国人民解放军仪仗司礼大队。

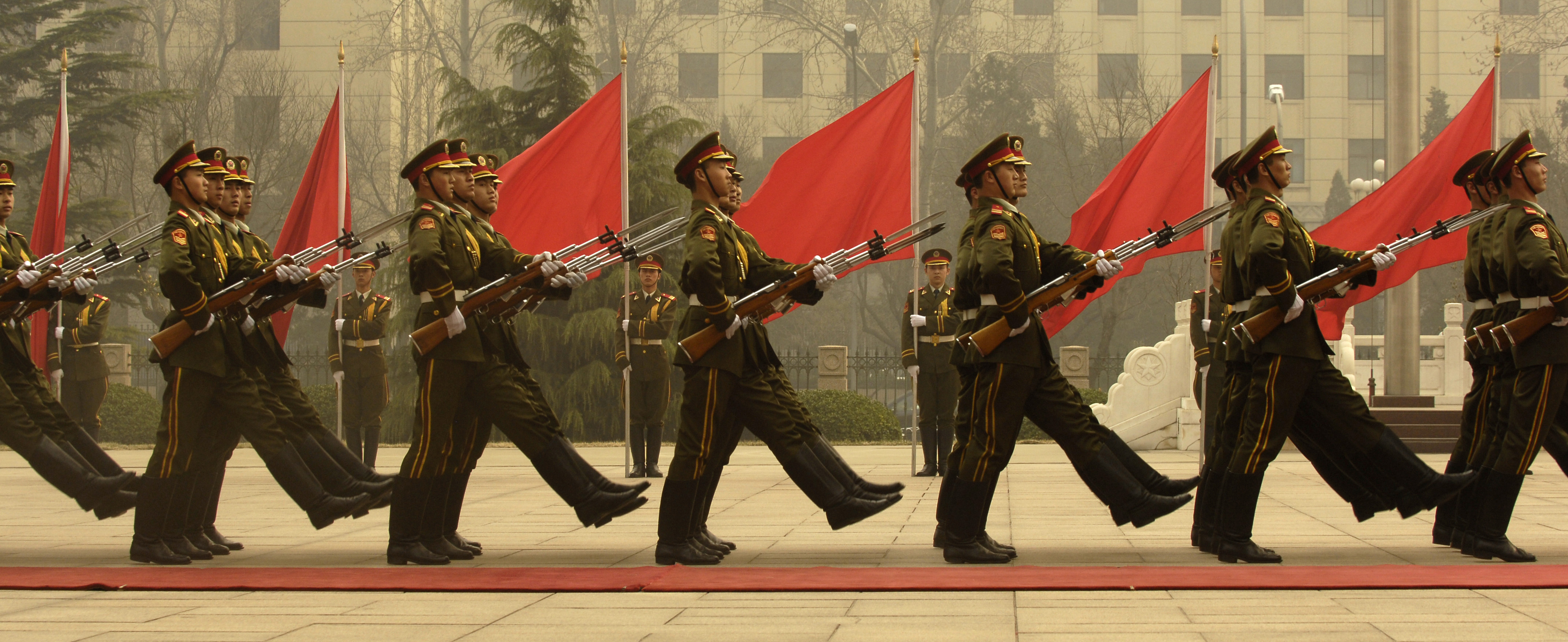
2007年3月22日，中国人民解放军陆海空三军仪仗队在八一大楼前担负迎宾司礼任务，欢迎来华访问的美国参谋长联席会议主席彼得·佩斯将军。

1. 主要担负迎送外国国家元首、政府首脑、军队高级将领来访任务；
2. 担负外国领导人向人民英雄纪念碑敬献花圈时的礼兵任务、礼炮鸣放任务；
3. 担负国庆阅兵、大型军事演习、移交（交接）仪式、重要会议的标兵、方队、国旗护卫、礼炮鸣放任务；
4. 担负首都一些重要目标和敏感地区的维稳应急任务；
5. 担负北京地区发生自然灾害时的抢险救灾任务[10]；
6. 担负天安门广场国旗护卫任务。

## 编制
中国人民解放军警卫第一师仪仗大队下辖：
- 第一中队
- 第二中队
- 第三中队
- 第四中队
- 女兵中队
- 国旗护卫队
- 礼炮中队

## 规章制度

### 礼服

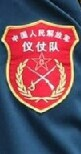

1953年6月仪仗营组建时，服装与其他中国人民解放军部队相同，衣服为草绿色棉平布制成。
1955年9月，中国人民解放军实行军衔制，全军军服进行重大改革，设礼服、常服，简称55式军服。仪仗司礼部队随之首次换着新式礼服，即55式仪仗队礼宾服。55式仪仗队礼宾服中，军官礼宾服式样与军官常服相同，扎斜跨武装带；陆空士兵礼宾服式样与士兵常服相同，但士兵改船形帽为大檐帽；海军士兵礼宾服为水兵服，上白下蓝。55式仪仗礼宾服布料一律为毛料。1958年士兵军服式样更改后，仪仗队陆空士兵礼宾服袖口由紧袖口改为散袖口。
1965年6月1日，随着中国人民解放军军衔制的取消，仪仗队礼服也即废止。三军仪仗队此后近20年不着礼服。
1983年8月1日，三军仪仗队正式配发新式礼宾服。自此也拉开了中国人民解放军全军服装改革的序幕。随着当时的全军服装改革，陆、空军仪仗队队员戴大檐帽；海军仪仗队队员戴水兵帽，干部戴大檐帽。军官与陆空士兵佩戴礼宾用肩章和领章，海军士兵着水兵服佩戴礼宾用肩章。
1987年，中央军委领导再次要求中国人民解放军总后勤部对礼服进行改革，即89式仪仗队礼宾服。陆军礼服夏季米黄色、冬季海蓝色，海军礼服夏季白色、冬季藏青色，空军天蓝色；89礼宾服开始，队员着马靴，海军夏季马靴为白色，其他均为黑色。但此次改革后的礼服试穿不久便被淘汰。军衔制实施后，仪仗队在执行礼宾任务时，继续着83式礼宾服，但将帽徽由85式三军大帽徽改为87式三军大帽徽，将军官、陆空士兵的领章换为87式三军领花，军官佩戴军衔肩章，士兵继续佩戴83式仪仗队礼宾肩章，直至换穿92礼宾服。
1992年10月1日，三军仪仗队换着新式礼服，即92式礼宾服。92式礼宾服与89式礼宾服式样大致相同，对袖线、裤线进行了调整，陆军颜色统一调整为草绿色，海军空不变。92礼宾服提高了主料的档次，冬服面料使用礼服呢制作。
2007年7月3日，中国人民解放军全军军服调整。和普通的07式军服一样，仪仗礼服的颜色也获调整，整体上继续传承解放军“红”的元素，体现在帽徽、臂章、国防服役章等多处。07式礼宾服，海军大檐帽和水兵帽颜色统一为白色，取消了冬季的藏蓝色军帽，但海军礼宾服仍分白蓝两色。2008年底，为防止礼宾枪在操作时与硬胸标发生剐蹭，统一将右胸的硬胸标改为缝制在军服上的软胸标，同时将礼宾服衣兜改为死兜。
2014年5月12日，三军仪仗队增加女仪仗队员，随之配发07式仪仗队女礼宾服。女礼宾服与女军人常服相比，驳领形状不一，衣襟为左压右，绶带在左，礼宾服裙侧有饰带。其余颜色风格装饰与男礼宾服相似。此套女礼宾服仅仅使用不到3个月即被14式礼宾服替代。
2014年8月1日，经中央军委批准，仪仗队、军乐团新式礼宾服于当日正式启用穿着。中国人民解放军总参谋部、总政治部、总后勤部日前联合下发通知，明确了换发品种、换发范围、供应标准、着装规定等。仪仗队、军乐团换发新式礼宾服，新增仪仗队女礼宾服和军乐团行进演奏服等品种。2014年8月19日下午17时，三军仪仗队换着新式礼宾服首次担负仪仗司礼任务，欢迎乌兹别克斯坦总统伊斯拉姆·卡里莫夫访华。

### 迎宾司礼
三军仪仗队的迎接外宾任务通常分为三种规格：
1. 第一种规格（最大阵容）由151人组成，队长（持指挥刀者）1名，旗手1名，护旗手2名，队员147名，用来迎接外国国家元首或政府首脑。
2. 第二种规格是由127人组成的陆海空三军仪仗队，用来迎接外国军队的高级将领。
3. 第三种规格是由101人组成的单军种仪仗队，用来迎接外国军队的单军种司令[17]。

三军仪仗队执行司礼任务时，肩章采用统一的军衔标志，与日常佩戴的本人实际军衔不同，以便在执行仪仗司礼任务时体现统一和美观。2014年8月1日起，军官统一佩戴带有三颗金星的14式仪仗队军官礼宾肩章，士兵统一佩戴有三道折杠的14式仪仗队士兵礼宾肩章。
仪仗队佩戴肩章变更情况如下：
| 时段          | 151人执行队长 | 151人陆军旗手 | 151人海空军护旗手 | 151人军种分队长 | 127人执行队长 | 127人陆军旗手 | 127人海空军护旗旗手 | 127人军种分队长 | 101人军种旗手 | 101人军种分队长 | 101人军种护旗手 | 士兵         |
| ------------- | ------------- | ------------- | ----------------- | --------------- | ------------- | ------------- | ------------------- | --------------- | ------------- | --------------- | --------------- | ------------ |
| 1983-1988     | 83式礼宾肩章  | 83式礼宾肩章  | 83式礼宾肩章      | 83式礼宾肩章    | 83式礼宾肩章  | 83式礼宾肩章  | 83式礼宾肩章        | 83式礼宾肩章    | 83式礼宾肩章  | 83式礼宾肩章    | 83式礼宾肩章    | 83式礼宾肩章 |
| 1988-1992     | 上校          | 上尉          | 中尉              | 少校            | 中校          | 中尉          | 少尉                | 少校            | 上尉          | 少校            | 83式礼宾肩章    | 83式礼宾肩章 |
| 1992-2007     | 上校          | 上尉          | 中尉              | 少校            | 中校          | 中尉          | 少尉                | 少校            | 上尉          | 少校            | 中士            | 中士         |
| 2007-2014.8.1 | 上校          | 上尉          | 中尉              | 少校            | 中校          | 中尉          | 少尉                | 少校            | 上尉          | 少校            | 07礼宾肩章      | 07礼宾肩章   |
| 2014.8.1-今   | 14礼宾肩章    | 14礼宾肩章    | 14礼宾肩章        | 14礼宾肩章      | 14礼宾肩章    | 14礼宾肩章    | 14礼宾肩章          | 14礼宾肩章      | 14礼宾肩章    | 14礼宾肩章      | 14礼宾肩章      | 14礼宾肩章   |

### 阅兵活动

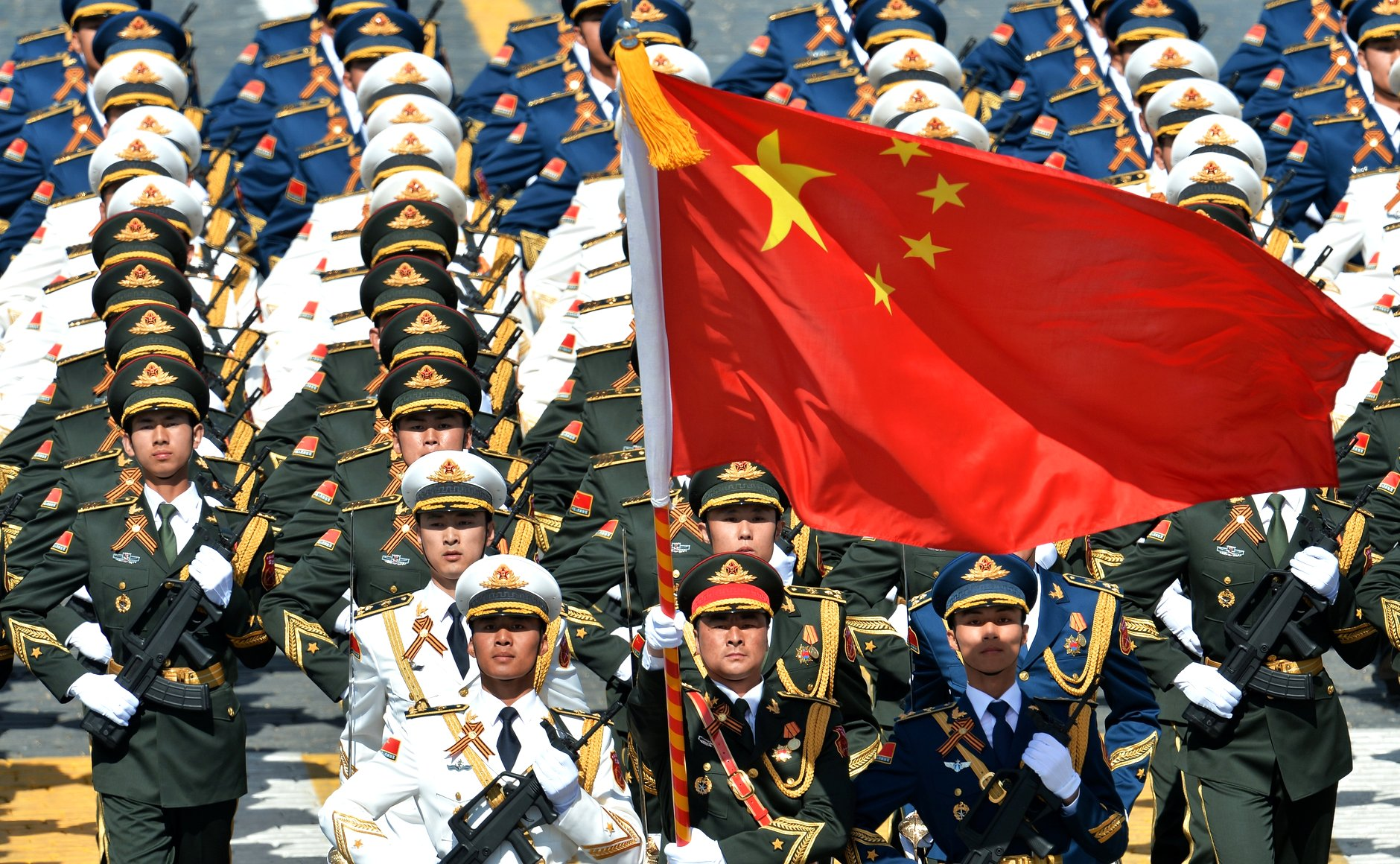
2015年俄罗斯纪念二战胜利70周年阅兵中受阅的中国人民解放军陆海空三军仪仗队

| 举办地           | 参与庆典或阅兵活动                                   | 时间                 |
| ---------------- | ---------------------------------------------------- | -------------------- |
| 北京市天安门广场 | 首都各界庆祝中华人民共和国成立35周年大会             | 1984年10月1日        |
| 北京市天安门广场 | 首都各界庆祝中华人民共和国成立50周年大会             | 1999年10月1日        |
| 北京市天安门广场 | 首都各界庆祝中华人民共和国成立60周年大会             | 2009年10月1日        |
| 北京市天安门广场 | 纪念中国人民抗日战争暨世界反法西斯战争胜利70周年大会 | 2015年9月3日         |
| 北京市天安门广场 | 庆祝中华人民共和国成立70周年大会                     | 2019年10月1日        |
| 北京市天安门广场 | 纪念中国人民抗日战争暨世界反法西斯战争胜利80周年大会 | 2025年9月3日（预计） |

外国庆典或阅兵活动
| 主办国   | 参与庆典或阅兵活动                           | 时间          | 备注                                                                       |
| -------- | -------------------------------------------- | ------------- | -------------------------------------------------------------------------- |
| 墨西哥   | 墨西哥独立200周年阅兵                        | 2010年9月16日 | 36人参加墨西哥独立200周年阅兵。                                            |
| 義大利   | 意大利国庆日庆典阅兵                         | 2011年6月2日  | 3人组成护旗组参加意大利国庆日庆典阅兵。                                    |
| 委內瑞拉 | 委内瑞拉独立200周年庆典                      | 2011年7月5日  | 23人参加委内瑞拉独立200周年庆典。                                          |
| 墨西哥   | 墨西哥独立203周年暨墨西哥陆军成立100周年阅兵 | 2013年9月16日 | [ 7 ]                                                                      |
| 俄羅斯   | 俄罗斯纪念二战胜利70周年阅兵                 | 2015年5月9日  | 102人参加，身着第6代仪仗队礼宾服，在10个俄罗斯以外国家军队方阵中压轴出场。 |
| 巴基斯坦 | “巴基斯坦日”阅兵                             | 2017年3月23日 | 90人参加（其中72人正式受阅）。                                             |
| 白俄羅斯 | 白俄罗斯国家独立日阅兵                       | 2019年7月3日  | 96人参加。                                                                 |
| 墨西哥   | 墨西哥独立213周年阅兵                        | 2023年9月16日 |                                                                            |
| 白俄羅斯 | 白俄罗斯国家独立日阅兵                       | 2024年7月3日  |                                                                            |
| 越南     | 越南纪念南方解放50周年阅兵                   | 2025年4月30日 |                                                                            |
| 俄羅斯   | 俄罗斯纪念二战胜利80周年阅兵                 | 2025年5月9日  |                                                                            |
| 白俄羅斯 | 白俄罗斯纪念二战胜利80周年阅兵               | 2025年5月9日  |                                                                            |

## 流行文化
相关影视作品
- 电视剧《中国仪仗兵》